# 숀 라이트필립스
숀 캐머런 라이트필립스(Shaun Cameron Wright-Phillips, 1981년 10월 25일 ~ )는 잉글랜드의 전 축구 선수로, 포지션은 윙어다.

## 여담
그는 자메이카인과 그레나다인 사이에서 태어났다. 그는 유명한 축구 선수였던 이언 라이트의 양아들이며, 이복 동생인 브래들리 라이트 필립스도 축구 선수이다.

## 경력

#### 맨체스터 시티
- 퍼스트 디비전 : 2001-02
- FA컵 : 2010-11

#### 첼시
- 프리미어리그 : 2005-06
- EFL컵 : 2006-07
- FA컵 : 2006-07
- FA 커뮤니티쉴드 : 2005

### 개인
- PFA 올해의 팀 : 2004-05
- 맨체스터 시티 올해의 선수 : 2003-04
- 맨체스터 시티 올해의 영플레이어 : 1999–00, 2000–01, 2001–02, 2002–03